# Плаваничі
Плаваничі (Плаваніце, пол. Pławanice) — село в Польщі, у гміні Камінь Холмського повіту Люблінського воєводства. Населення — 261 особа (2011).

## Історія
1476 року вперше згадується церква Плаваничах.
1828 року в селі зведено греко-католицьку церкву (сьогодні діє як римо-католицький костел).
За даними етнографічної експедиції 1869—1870 років під керівництвом Павла Чубинського, у селі здебільшого проживали українськомовні греко-католики, меншою мірою — польськомовні римо-католики.
У 1921 році село входило до складу гміни Турка Холмського повіту Люблінського воєводства Польської Республіки.
У міжвоєнні 1918—1939 роки польська влада в рамках великої акції руйнування українських храмів на Холмщині і Підляшші знищила місцеву православну церкву.
У липні 1947 році під час операції «Вісла» польська армія виселила з Плаваничів на щойно приєднані до Польщі терени 9 українців.
У 1975—1998 роках село належало до Холмського воєводства.

## Населення
У 1872 році до місцевої греко-католицької парафії належало 645 вірян.
За переписом населення Польщі 10 вересня 1921 року в селі налічувалося 84 будинки (з них 16 незаселених) та 409 мешканців, з них:
- 200 чоловіків та 209 жінок;
- 312 православних, 62 римо-католики, 30 юдеїв, 5 євангельських християн;
- 262 українці, 147 поляків.

У 1943 році в селі проживало 614 українців і 28 поляків; на однойменній сусідній колонії — 216 українців і 13 поляків.
Демографічна структура станом на 31 березня 2011 року:
|          | Загалом | Допрацездатний вік | Працездатний вік | Постпрацездатний вік |
| -------- | ------- | ------------------ | ---------------- | -------------------- |
| Чоловіки | 133     | 24                 | 91               | 18                   |
| Жінки    | 128     | 24                 | 69               | 35                   |
| Разом    | 261     | 48                 | 160              | 53                   |